# Peugeot 401
El Peugeot 401 fue un automóvil del segmento D producido por el fabricante francés Peugeot entre los años 1934 y 1935. Fue presentado en el Salón del Automóvil de París de 1934 y se comercializó hasta agosto de 1935. Se vendieron un total de 13.545 unidades

## Detalles
El 401 estaba propulsado por una versión ampliada del motor del 301, un modelo menor. En la gama Peugeot del momento se situaba entre el 301 y el tope de gama de la marca, el 601. El motor del 401 tenía 1.7 L y producía 44 CV. Entre las diferentes versiones del 401 se incluían el 401 D, el 401 DL, y el 401 DLT. Aun cuando la mayoría de peticiones eran para modelos realizados como sedán, el 401 era ofrecido con hasta once carrocerías diferentes.

## 401 Eclipse

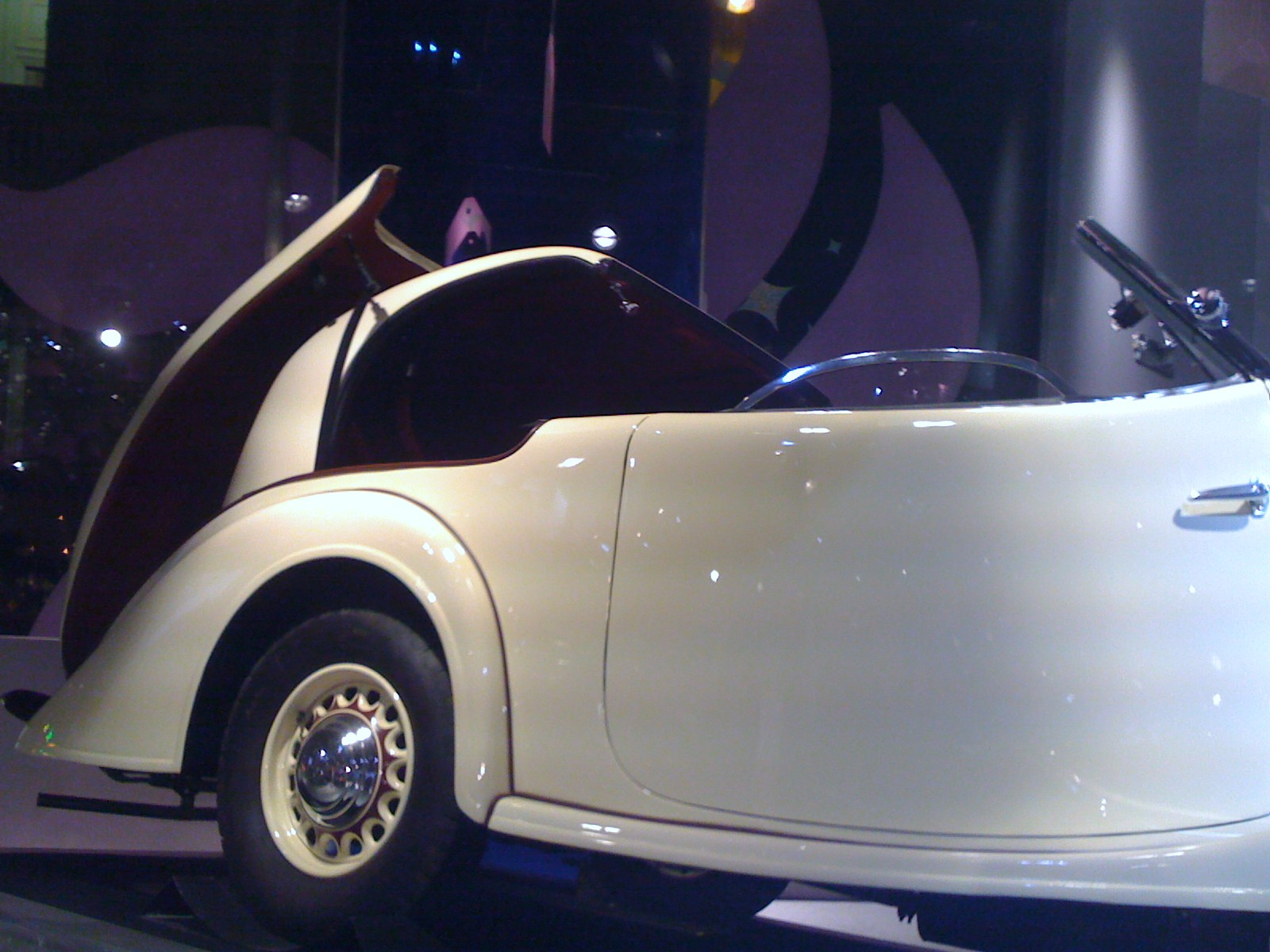
Peugeot 401 Eclipse con techo retractable

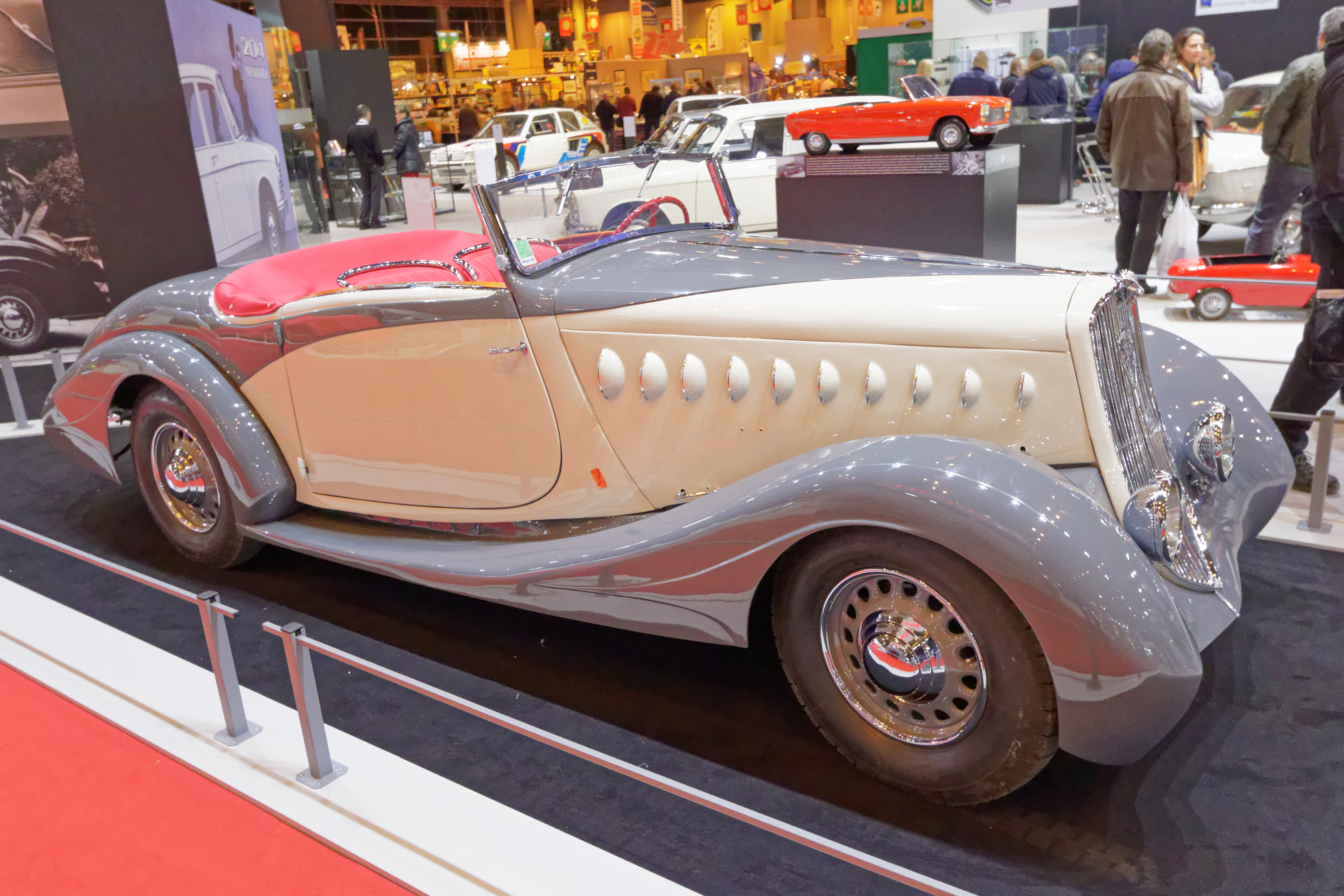
Peugeot 401 D Roadster

Peugeot concibió un sistema de techo metálico retráctil veinte años antes de que Ford reimaginara este concepto en su Ford Skyliner. Este sistema fue llamado «Eclipse» y fue introducido por primera vez en el 401. En total se vendieron 79 unidades del Peugeot 401 Eclipse. Este mismo sistema estuvo después disponible en el 301 y el 601, y fue también utilizado en vehículos diseñados por Georges Paulin, Darl'mat, y la carrocera Pourtout.

## Cronología de la Serie 400
| Serie 400 | - 401 (1934) - 402 (1935) - 403 (1955) - 404 (1960) - 405 (1987) - 406 (1995) - 407 (2004) - 408 (2010) (excluyendo Europa) |